# Цеперник, Карл-Фридрих
Карл-Фридрих Цеперник (нем. Carl (Karl) Friedrich Zepernick, 22 октября 1751, Галле — 5 июля 1839, Штихельсдорф) — немецкий юрист и нумизмат.

## Биография
В 1773 году получил степень доктора права. В 1773—1780 годах преподавал в университете. С 1777 года — асессор, затем — судья. В 1808 году, при Вестфальском Королевстве, был назначен председателем суда первой инстанции. В 1815 году ему был предложен пост в Верховном суде Пруссии, однако он от него отказался, предпочтя остаться в родном городе.
Издал несколько трудов по юриспруденции, однако более известен благодаря своей книге, посвящённой монетам и медалям — «Die Capitels- und Sedisvakanzmünzen und Medaillen…». Владел значительной коллекцией монет, преимущественно — золотых.

## Избранная библиография
- Dissertatio Inavgvralis Ivridica De Testamenti Destitvti Viribvs. — Hendel: Halae ad Salam, 1773—1774.
- Delectus scriptorum novellas Iustiniani Imp. earumque historiam illustrantium. — Halae, 1783
- Die Capitels- und Sedisvakanzmünzen und Medaillen der deutschen Erz-, Hoch- und unmittelbaren Reichsstifte, gesammelt und beschrieben mit 16 Kup fertafeln. — Halle, 1822, nehst Nachtragen von 1825 und 1832